# Rick's Café
Le Rick's Café est un restaurant, bar et café situé dans la ville de Casablanca, au Maroc. Ouvert en 2004, il a été conçu pour recréer le bar du film Casablanca, sorti en 1942.

## Histoire

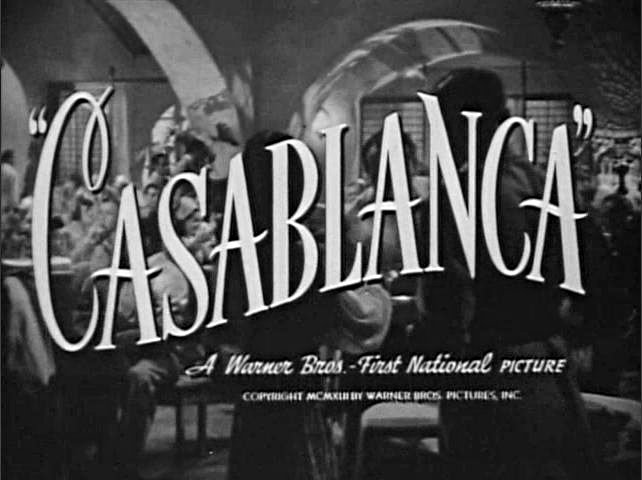
Écran titre du film Casablanca, extrait de la bande annonce, sur fond du Rick's Café American.

Le Rick's Café a été développé par Kathy Kriger (de) (1946-2018), ancienne conseillère commerciale au consulat américain de Casablanca. À la suite des attentats du 11 septembre 2001, elle décide de démissionner et de se lancer dans le projet de recréer le Rick's Café Américain, le bar fictif rendu célèbre en 1942 par Humphrey Bogart et Ingrid Bergman dans le classique du cinéma Casablanca.
Elle ouvre le Rick's Café le 1er mars 2004 dans un ancien manoir bâti en 1930 contre les murs de l'ancienne médina de Casablanca.
Propriété de la société The Usual Suspects, ce monument de Casablanca est généralement décrit comme le véritable Rick's Café, donnant enfin vie au légendaire « Gin Joint » dans le Casablanca d'aujourd'hui.

## Architecture et décoration

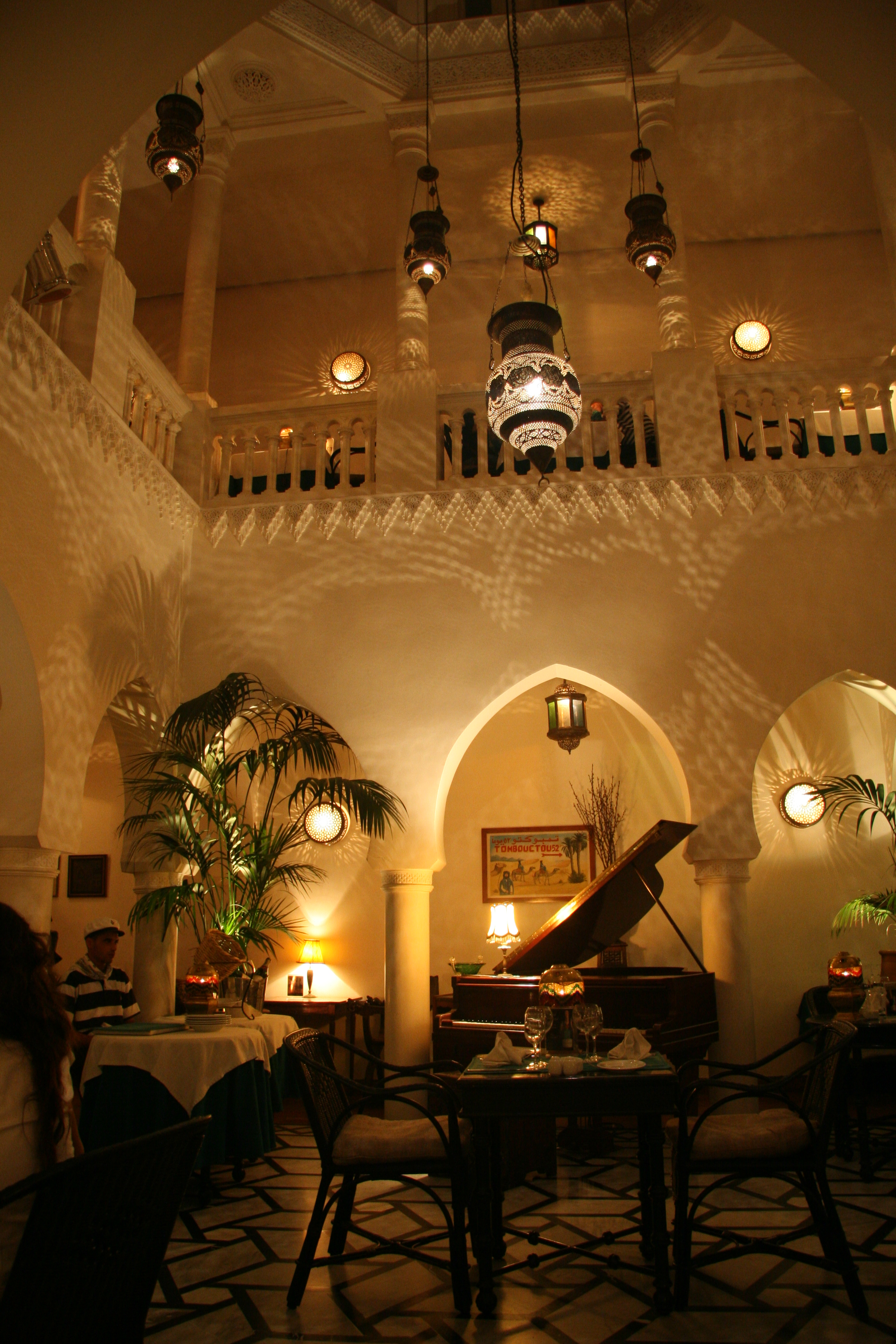
Intérieur du Rick's Café.

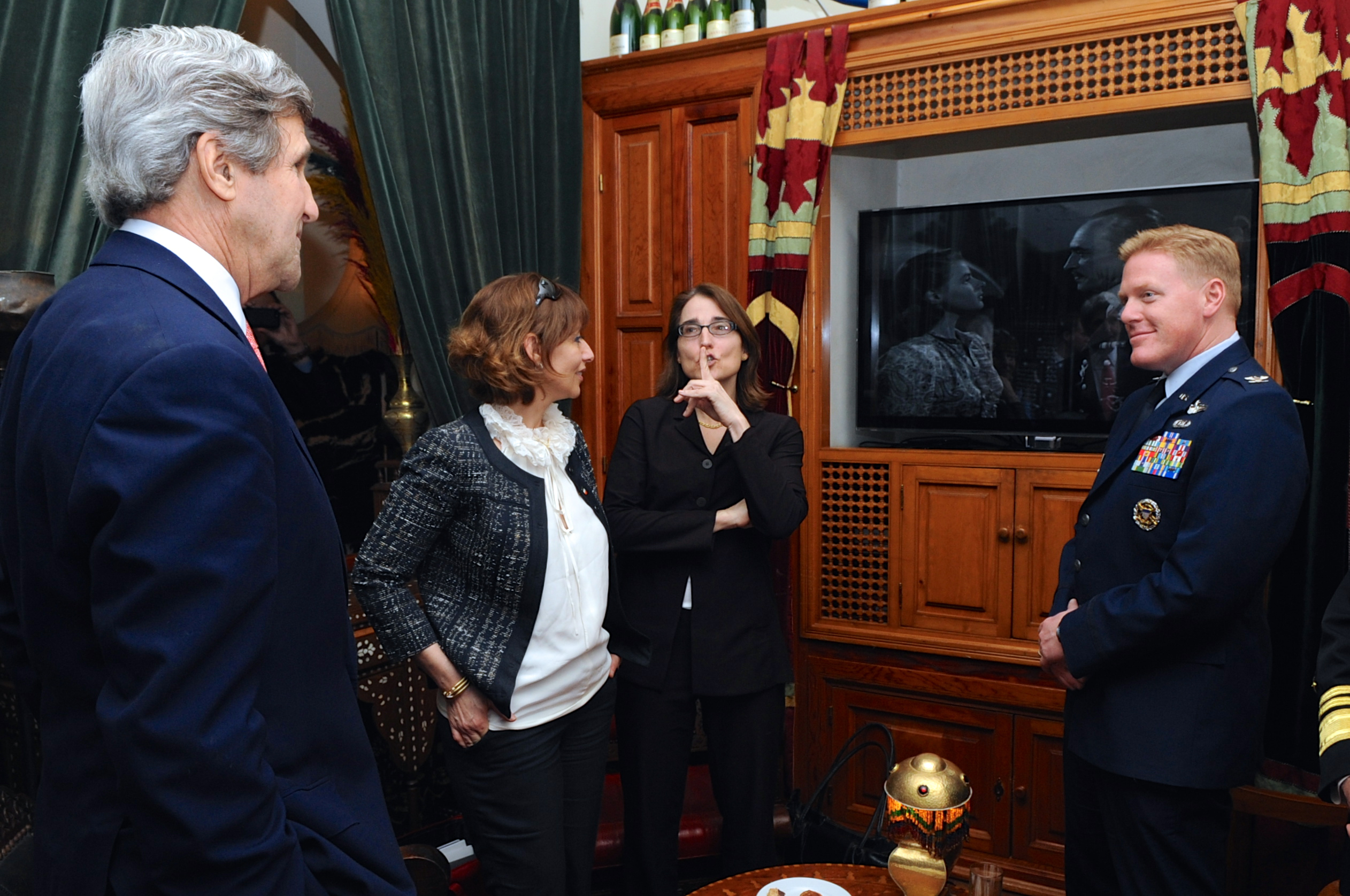
John Kerry, secrétaire d'État des États-Unis, regarde une scène du film lors d'une visite au Rick's Café en 2014.

Le restaurant est installé dans un grand manoir marocain traditionnel avec une cour centrale (riad). L'établissement a trois façades : une entrée de rue distinctive avec de lourdes portes en bois qui représentent celles du film ; une façade orientée vers le port qui donne sur l'Atlantique et un accès étroit qui était l'ancienne entrée principale mais qui est maintenant l'entrée de service.
L'établissement regorge de détails architecturaux et décoratifs rappelant le film : arches courbes, bar sculpté, balcons, balustrades ainsi qu'un éclairage et des plantes qui projettent des ombres lumineuses sur les murs blancs.
Il existe un authentique piano Pleyel des années 1930 et l'air As Time Goes By est une demande courante adressée au pianiste maison. 

## Musique
Le pianiste Issam Chabaa, par ailleurs gérant de l'établissement depuis sa fondation, joue du piano un répertoire de standards qui rappellent les années 1940 et 1950, y compris des chansons classiques françaises, espagnoles et brésiliennes ainsi que des favoris américains tels que Summertime, The Lady Is a Tramp, Blue Moon et, plusieurs fois par nuit, l'inévitable As Time Goes By. Le dimanche soir est programmé une jam session où des musiciens de passage en ville et des amateurs locaux rejoignent Issam pour l'improvisation jazz. Entre les sets et au déjeuner, une bande sonore de standards compilés et de big band fournit une musique de fond. 

## Analyse
Selon Jean-François Staszak, ce restaurant « répond à la définition que Jean Baudrillard donne d’un simulacre : la copie d’un lieu qui n'a jamais existé ».

## Publications
- (en) Kathy Kriger, Rick’s Café : Bringing the Film Legend to Life in Casablanca, Guilford (Connecticut), Lyons Press, 2012, 274 p. (ISBN 978-0-7627-7289-6, lire en ligne).